# Åsarna
För andra betydelser, se Åsarna (olika betydelser).
Åsarna (Aosan på Bersmaol, äldre stavning Åsarne) är en tätort i Åsarna distrikt i Bergs kommun och kyrkbyn i Åsarne socken i södra Jämtland. Samhället ligger väster om sjön Hålen, som är en del av Ljungan. 
E45 går genom Åsarna, och länsväg 316 börjar här och går till Klövsjö. Här finns också en järnvägsstation som tillhör Inlandsbanan.
Åsarna är uppdelat i tre delar: Västeråsen, Österåsen och Olsta (som är själva byn och centrum). I Österåsen låg tingsstället för Bergs tingslag. Åsarne gamla kyrka ligger ett par kilometer norr om tätorten medan Åsarne nya kyrka ligger i byn.
Bybornas eget smeknamn på orten är "Guldbyn", som syftar på alla guldmedaljer som tagits av byns längdskidåkare genom klubben Åsarna IK. E45 går genom Åsarna.

## Befolkningsutveckling

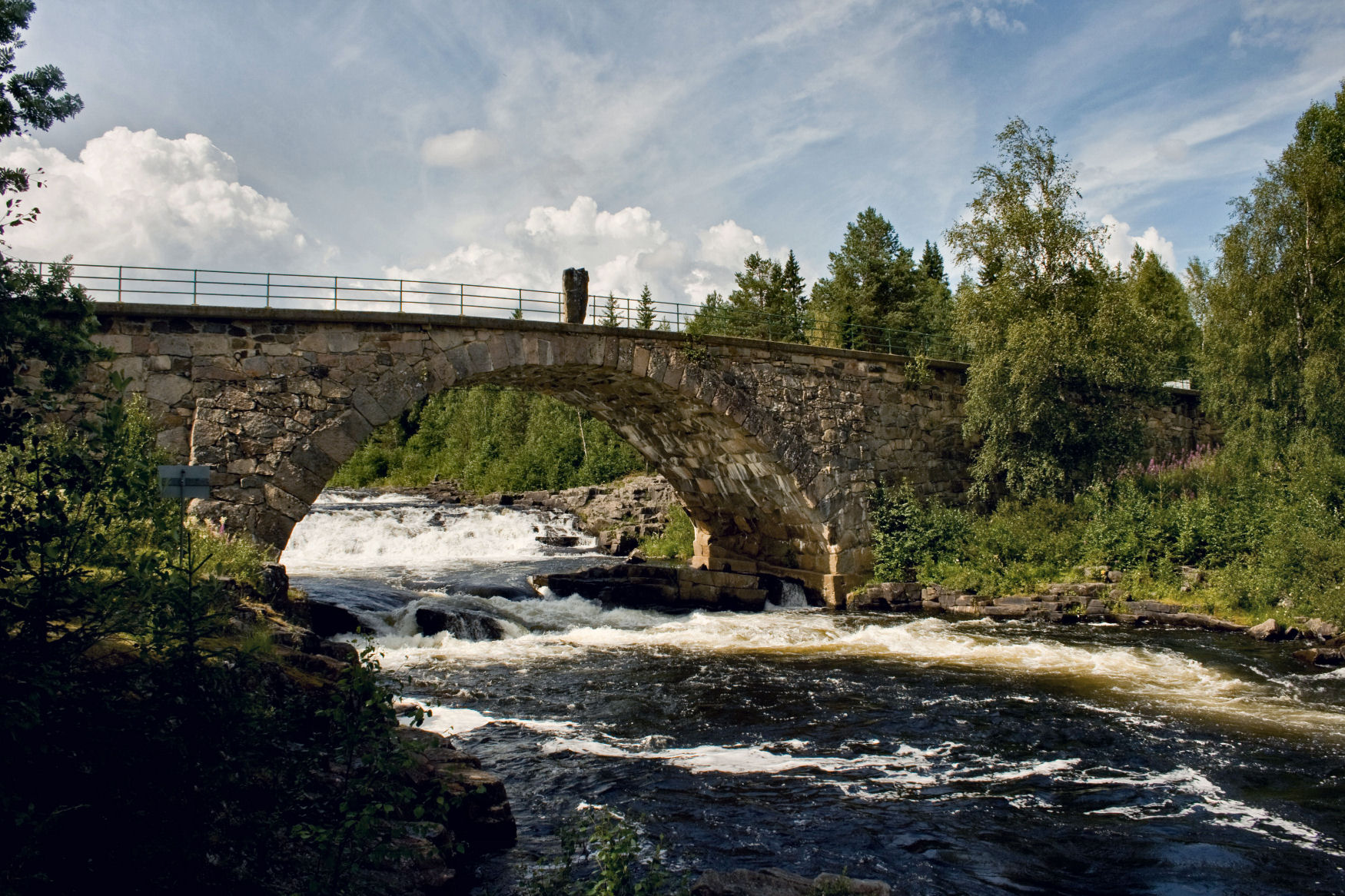
Åsanbron över Åsanforsen, Ljungan.

| Befolkningsutvecklingen i Åsarna/Åsarne 1960–2020                                       | Befolkningsutvecklingen i Åsarna/Åsarne 1960–2020 | Befolkningsutvecklingen i Åsarna/Åsarne 1960–2020 | Befolkningsutvecklingen i Åsarna/Åsarne 1960–2020 | Befolkningsutvecklingen i Åsarna/Åsarne 1960–2020 |
| --------------------------------------------------------------------------------------- | ------------------------------------------------- | ------------------------------------------------- | ------------------------------------------------- | ------------------------------------------------- |
|                                                                                         |                                                   |                                                   |                                                   |                                                   |
| År                                                                                      |                                                   |                                                   | Folkmängd                                         | Areal (ha)                                        |
| 1960                                                                                    | 1960                                              |                                                   | 330                                               |                                                   |
| 1965                                                                                    | 1965                                              |                                                   | 369                                               |                                                   |
| 1970                                                                                    | 1970                                              |                                                   | 418                                               |                                                   |
| 1975                                                                                    | 1975                                              |                                                   | 439                                               |                                                   |
| 1980                                                                                    | 1980                                              |                                                   | 446                                               |                                                   |
| 1990                                                                                    | 1990                                              |                                                   | 376                                               | 55                                                |
| 1995                                                                                    | 1995                                              |                                                   | 350                                               | 62                                                |
| 2000                                                                                    | 2000                                              |                                                   | 332                                               | 65                                                |
| 2005                                                                                    | 2005                                              |                                                   | 271                                               | 65                                                |
| 2010                                                                                    | 2010                                              |                                                   | 268                                               | 65                                                |
| 2015                                                                                    | 2015                                              |                                                   | 280                                               | 61                                                |
| 2020                                                                                    | 2020                                              |                                                   | 254                                               | 63                                                |
| Anm.: Namnändring 1980 från Åsarna till Åsarne, 2015 till Åsarna, och 2020 till Åsarne. |                                                   |                                                   |                                                   |                                                   |